# Řád Panny Marie Betlémské
Řád Panny Marie Betlémské (latinsky Ordo Militaris ac Hospitalarius de Sanctae Mariae de Bethlehem) byl rytířský řád, založený 18. 1. 1459 papežem Piem II. bullou Veram semper et solidam. Spravoval se podle vzoru maltézských rytířů a skládal se z rytířů a duchovních, kteří volili velmistra řádu. Jejich oděv byl bílý s červeným řádovým křížem. Smyslem řádu bylo sjednotit majetek a členy drobných rytířských řádu do boje proti Turkům, což se ovšem ne zcela povedlo a řád měl jenom asi sto členů.
Hlavním cílem řádu byla obrana ostrova Lémnos před muslimy, který kardinál Luis, patriarcha Akvilejský dobyl na Mohamedovi II. Řád měl na ostrově i hlavní sídlo a bojoval proti Osmanům v Hellespontu a Egejském moři. Za tímto účelem papež řádu přidělil majetky řádu sv. Lazara, řádu Božího hrobu, řádu Panny Marie z Chateau des Bretons, Svatého Ducha ze Sassie a řádu sv. Jakuba z Altopascia, přičemž tyto řády byly zrušeny. Po opakovaném dobytí ostrova Lémnos Turky byl řád r. 1484 papežem Inocencem VIII. zrušen jako neúčelný a zabavené majetky byly vráceny původním řádům.